# Пеницилл оксалатный
Пеници́лл (пеници́ллий) оксала́тный (лат. Penicíllium oxálicum) — вид несовершенных грибов (телеоморфная стадия неизвестна), относящийся к роду Пеницилл (Penicillium).

## Описание
Колонии на агаре Чапека и CYA быстрорастущие, бархатистые до корковых, достигающие диаметра 3,5—6 см за 10 дней, тёмно-серовато-зелёные от обильного спороношения, иногда с каплями экссудата. Реверс кремово-жёлтый, ярко-жёлтый до розоватого. Колонии на агаре с солодовым экстрактом бархатистые, с обильным зелёным спороношением, с жёлтым или иногда зеленоватым реверсом. При 5 °C рост отсутствует, при 37 °C хорошо и быстро растут и обильно спороносят, температурный оптимум развития — около 30 °C.
Конидиеносцы двухъярусные (иногда с дополнительной ветвью), гладкостенные, 200—400 мкм длиной. Метулы в мутовках по 2—4, прижатые, 15—30 мкм длиной. Фиалиды игловидные, 10—20 мкм длиной. Конидии эллиптические, крупные, 3,5—7 мкм длиной, иногда едва шероховатые.

### Отличия от близких видов
Определяется по широко растущим колониям, хорошо спороносящим при 37 °C, а также по крупным элементам конидиеносцев и крупным эллипсоидальным конидиям.

## Экология и значение
Широко распространён в тропических регионах, обычен на пищевых продуктах.
Продуцент токсичных секалоновых кислот D и F, а также рокфортина C.

## Таксономия
Penicillium oxalicum Currie & Thom, J. Biol. Chem. 22: 289 (1915).

### Синонимы
- Penicillium asturianum C.Ramírez & A.T.Martínez, 1981[1]